# Богоматір Коромото

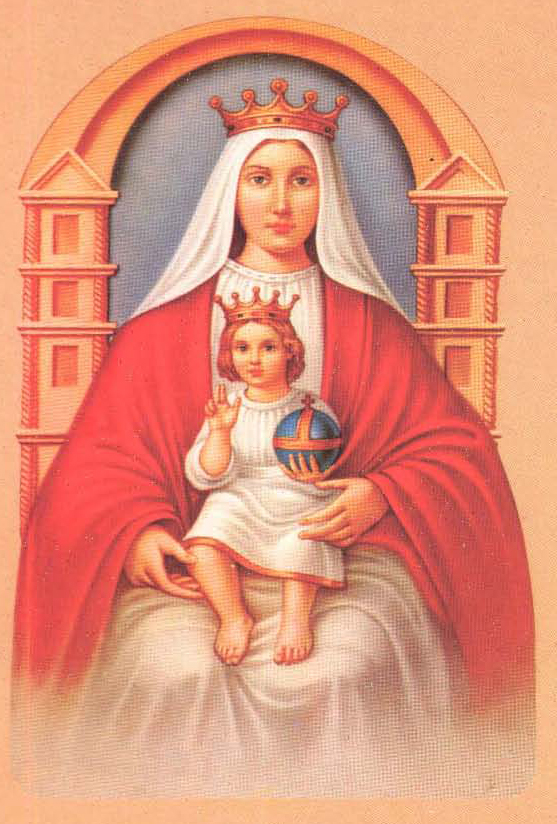
Ікона Божа Матір Коромотська

Божа Матір Коромотська (ісп. Nuestra Señora de Coromoto, також відома як Діва Марія Коромотська (ісп. Virgen de Coromoto) — шанована католицька ікона (образ) Пресвятої Богородиці. Одна зі святинь Латинської Америки. У 1950 році Діва Марія Коромотська була оголошена покровителькою Венесуели.

## Явище
Коли місто Гуанаре — столиця штату Португеза — було засновано в 1591 році, індійське плем'я, яке населяло регіон, коспеси, втекло до північних джунглів. Тоді почалася Євангелізація цих земель. Перше явлення Діви Марії було в лісі, куди втекли коспеси. 8 вересня 1652 року Діва Марія явилася правителю коспесів Коромото і його дружині, кажучи його рідною мовою: «Ідіть у білий будинок, і просіть їх, щоб вони лили воду на вашу голову, щоб йти на небеса»; тоді Діва Марія сказала, що його і його плем'я потрібно хрестити. Правитель Коромото розповів «енкомендеро» дону Хуану Санчесу про це видіння, кажучи, що після восьми днів короткого навчання катехизису все плем'я буде готове отримати хрещення.
Кілька місцевих коспесів були звернені й охрещені, але не Коромото, оскільки він побоювався, що під новою релігією не буде визнаний як законний вождь. Вождь втік у джунглі, жив у курені, але Діва Марія явилася йому знову. Він намагався стріляти з лука, проте зброя випадала йому з рук. Діва Марія зникла — Коромото побачив у себе в руці образ Діви з дитятком Ісусом, розміром приблизно 2 на 2,5 сантиметри. Після того випадку індіанець прийняв християнство. Як дата другого об'явлення, свідками якого стали різні родичі вождя, подається 8 вересня 1652 року.
Після багатьох років проповідування вождь Коромото, вже з ім'ям Анхель Кустоде, помер в дуже похилому віці.

## Канонізація
У 1950 році Папа римський Пій XII оголосив її покровителькою Венесуели. Папа римський Іоанн Павло II коронував під час свого відвідування марійської святині в Гуанарі, Папа Бенедикт XVI підняв храм Божої Матері Коромотської до рангу малої базиліки.